# Dohrniphora incisuralis
Dohrniphora incisuralis är en tvåvingeart som först beskrevs av Friedrich Hermann Loew 1866.  Dohrniphora incisuralis ingår i släktet Dohrniphora och familjen puckelflugor. Inga underarter finns listade i Catalogue of Life.